# 爨嗣绍
爨嗣绍（?—?），唐朝爨氏豪酋。担任将军昆州（今云南昆明）刺史。
张九龄为唐玄宗草拟敕书，让西南的夷族官员各守其境，不要相互攻击。其中提到十人：安南首领岿州（今云南屏边）刺史爨仁哲、潘州（今广东高州市）刺史潘明威、獠子（今云南文山壮族苗族自治州）首领阿迪、和蛮（今云南元阳县）大鬼主孟误、姚州（今云南姚安）首领左威卫将军爨彦徵、将军昆州刺史爨嗣绍、黎州（今云南华宁县）刺史爨曾、戎州（今四川宜宾）首领右监门卫大将军南州刺史爨归王、南宁州（今云南曲靖）司马威州（今云南嵩明县）刺史都大鬼主爨崇道、升麻（今云南寻甸）县令孟耽卿。